# Суперлига Србије у америчком фудбалу 2007.
САФС лига Србије у америчком фудбалу 2007. (данас Суперлига) била је трећа сезона највишег ранга такмичења америчког фудбала у Србији. Тимови су се такмичили у два паралелна такмичења - лиги са опремом (Национална лига) и лиги без опреме (САФС лига).

## Национална лига
У лиги са опремом наступало је девет тимова подељених у две групе.
| Група А                                                              | Група Б                                                                           |
| -------------------------------------------------------------------- | --------------------------------------------------------------------------------- |
| Блу драгонси Београд Сирмијум лиџонарси Најтси Клек Пантерси Панчево | Хантерси Врбас Вукови Београд КАФ Вршац Аутлоси Пожаревац Скај тандерси Обреновац |

## Финале
Финална утакмица одиграна је у Инђији 7. октобра 2007. године.
| Датум           | Клуб        | Клуб                 | Резултат |
| --------------- | ----------- | -------------------- | -------- |
| 7. октобар 2007 | Најтси Клек | Блу драгонси Београд | 21:14    |

| Првак Националне лиге Србије 2007. |
| ---------------------------------- |
| Најтси Клек 1. титула              |

## Национални шампионат
Финалисти националне лиге Србије састали су се са два најбоља тима из ЦЕФЛ лиге у полуфиналу у оквиру националног шампионата.

### Полуфинале
| Клуб           | Клуб                 | Резултат |
| -------------- | -------------------- | -------- |
| Најтси Клек    | Дјукси Нови Сад      | 10:17    |
| Вукови Београд | Блу драгонси Београд | 27:21    |

### Финале
Финална утакмица одиграна је између полуфиналних победника у Београду 4. новембра 2007. године.
| Клуб           | Клуб            | Резултат |
| -------------- | --------------- | -------- |
| Вукови Београд | Дјукси Нови Сад | 25:15    |

| Првак Националног шампионата Србије 2007. |
| ----------------------------------------- |
| Вукови Београд 2. титула                  |

## САФС лига
У САФС лиги без опреме, наступило је седам тимова подељених у две групе.
| Север                                          | Југ                                                                            |
| ---------------------------------------------- | ------------------------------------------------------------------------------ |
| Шаркси Шабац Индијанси Инђија Бедеми Смедерево | Ејнџел вориорси Чачак Императори Ниш Форестлендерси Младеновац Ћурани Јагодина |

## Финале
Финална утакмица одиграна је у Клеку 29. септембра 2007. године.
| Датум              | Клуб                  | Клуб           | Резултат |
| ------------------ | --------------------- | -------------- | -------- |
| 29. септембар 2007 | Ејнџел вориорси Чачак | Императори Ниш | 42:6     |

| Првак САФС лиге Србије 2007.    |
| ------------------------------- |
| Ејнџел вориорси Чачак 1. титула |